# Прислоп (Львовская область)

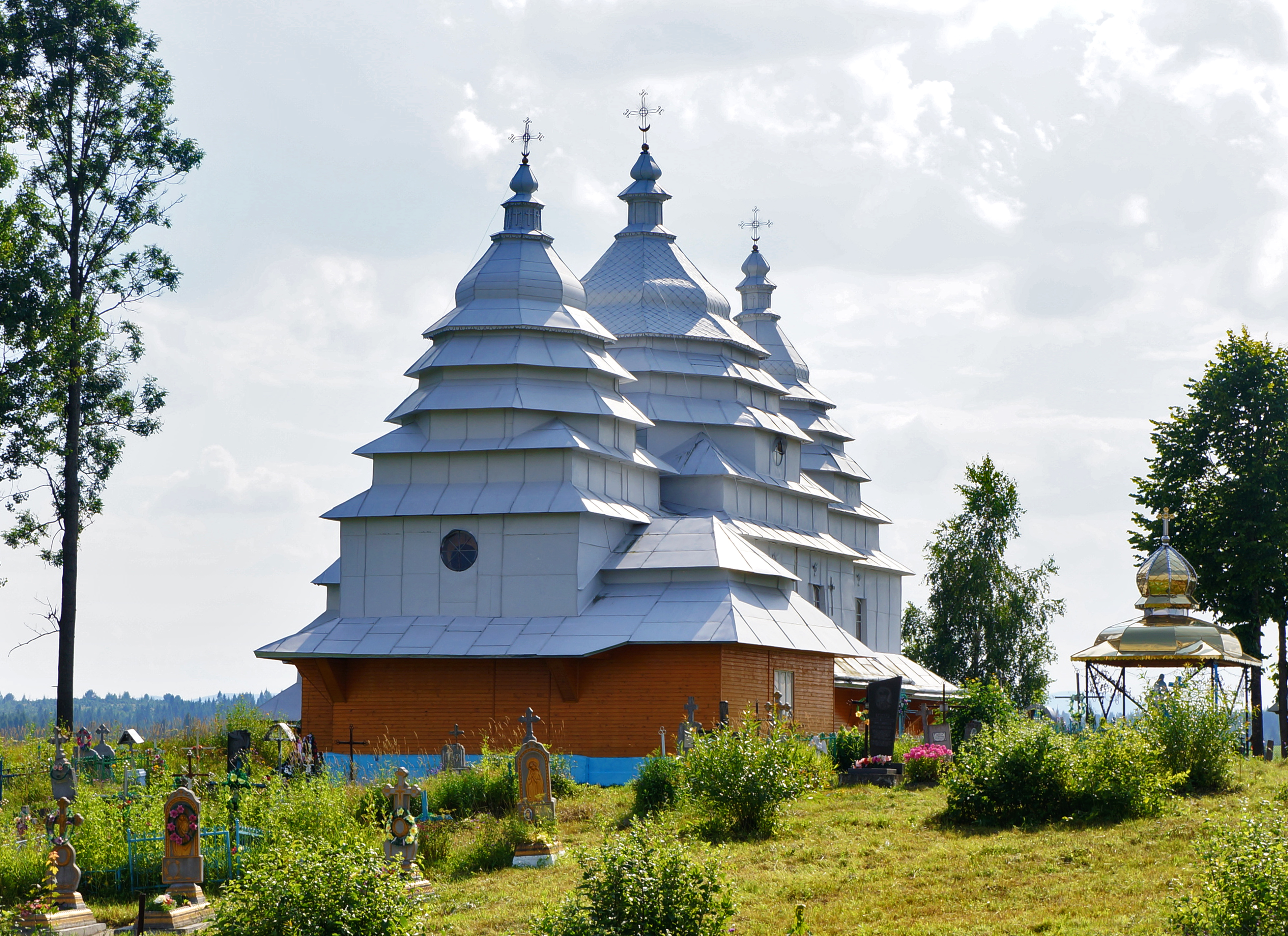
Церковь Собора Пресвятой Богородицы 1895 г.

Прислоп (укр. Присліп) — село в Турковской городской общине Самборского района Львовской области Украины.
Население по переписи 2001 года составляло 1407 человек. Занимает площадь 1,9 км². Почтовый индекс — 82516. Телефонный код — 3269.